# Mike Huckabee
Michael Dale ”Mike” Huckabee, född 24 augusti 1955 i Hope i Arkansas, är en amerikansk republikansk politiker, Southern Baptist-pastor, politisk kommentator och diplomat. Han kandiderade i 2008 års presidentval, men John McCain blev istället republikaneras kandidat, som i sin tur förlorade valet mot demokraternas Barack Obama. Han var tidigare guvernör i den amerikanska delstaten Arkansas åren 1996-2007. Huckabee studerade vid Ouachita Baptist University, där han tog en teologie kandidatexamen, och Southwestern Baptist Theological Seminary.

## Tidig politisk karriär
Huckabees första politiska kandidatur var i 1992 års val till USA:s senat där han förlorade mot den sittande demokraten Dale Bumpers. Den dåvarande Arkansas-guvernören Bill Clinton valdes samtidigt till USA:s president med tillträde i januari 1993, vilket innebar att den demokratiske viceguvernören Jim Guy Tucker blev ny guvernör och ett fyllnadsval anordnades till viceguvernörsposten. I valet 27 juli 1993 vann republikanen Huckabee över demokraternas kandidat Nate Coulter, och blev därmed endast Arkansas andre republikanske viceguvernör sedan rekonstruktionstiden efter amerikanska inbördeskriget. I det ordinarie valet 1994 omvaldes Huckabee för en hel mandatperiod som viceguvernör. 1996 påbörjade Huckabee en kampanj inför senatsvalet, men drog sig sedan ur sedan det visade sig att guvernör Tucker avsåg att lämna sitt uppdrag i förtid på grund av inblandning i Whitewaterskandalen.

## Guvernörskap
Huckabee tillträdde posten som Arkansas guvernör 15 juli 1996. I november 1998 omvaldes han för en hel ämbetsperiod, sedan han besegrat den demokratiske motkandidaten Gene McVay. I november 2002 omvaldes han åter, mot Jimmie Lou Fisher. Hans mandatperiod tog slut 9 januari 2007.

## Presidentvalskandidat för valet 2008
Huckabee var en av kandidaterna i det republikanska primärvalet inför amerikanska presidentvalet 2008, och tillkännagav sin kandidatur 28 januari 2007. Som kandidat antogs han i första hand tilltala den religiösa högern inom Republikanska partiet. Huckabee uttalade sig tydligt mot abort, försvarade sin tro på den bibliska skapelseberättelsen över utvecklingsläran och antydde även att han ville ändra USA:s konstitution till att ligga närmare "Guds standard". Han ville även göra USA oberoende av olja från Mellanöstern.
Efter att under huvuddelen av 2007 ha legat en bit ner i det republikanska startfältet fick Huckabees kampanj ett uppsving i slutet av 2007, mycket tack vare uppmärksamheten hans reklamklipp tillsammans med Chuck Norris erhöll. I flera opinionsmätningar under december månad placerade han sig främst bland de republikanska kandidaterna. Under supertisdagen den 5 februari 2008 vann han i delstaten West Virginia med 51 procent av konventdelegaternas röster. Huckabee fick även majoritet och vann i delstaterna Alabama, Arkansas, Georgia och Tennessee.
Republikaneras kandidat inför presidentvalet 2008 blev i slutändan dock John McCain som förlorade mot demokraternas Barack Obama.

## Presidentvalet 2016
2015 meddelade Huckabee att han kandiderade till att bli republikanernas presidentkandidat i presidentvalet 2016. Han avslutade sin kampanj den 1 februari 2016 till följd av lågt stöd från väljarna under republikanernas primärval.

## Familj
Mike Huckabee är gift och har tre barn. Dottern Sarah Huckabee Sanders tjänstgjorde som Donald Trumps pressekreterare 2017-2019.